# Странник Антоний
Странник Антоний (настоящее имя — Антоний (Антон) Исаевич Петров, около 1834, село Колесниково Пятковской волости Ялуторовского уезда Тобольской губернии, Российская империя — после 1911, село Колесниково Пятковской волости Ялуторовского уезда Тобольской губернии) — русский странник, широко известный в России в правление императоров Александра II, Александра III и Николая II. Некоторые современники, а на основе их свидетельств впоследствии советские и российские историки, приписывали ему влияние на последнего российского императора.
Странник Антоний собирал средства для строительства сельских церквей и школ. Вместе с тем были подтверждены случаи хищения доверенных ему денег и мошенничества со строительными материалами и оплатой работ; эти хищения осуществлялись длительное время. С целью смирения тела Антоний носил двухпудовые вериги и тяжёлую трость. Независимо от погоды и времени года странник ходил босиком. Антоний получил известность как праведник, однако современникам были известны и случаи пьянок, в которые он вовлекал несовершеннолетних.
Странник Антоний был близко знаком с рядом видных государственных чиновников, депутатов и некоторыми представителями высшего духовенства. Кандидат исторических наук Андрей Терещук находил близкое сходство в личности, внешнем облике, мировоззрении и биографии странника Антония и Григория Распутина.

## Биография

### Детство и юность
Антоний (Антон) Исаевич Петров родился около 1834 года в селе Колесниково Пятковской волости Ялуторовского уезда Тобольской губернии. Известно, что у него был брат — Родион Исаевич Петров. Доктор исторических наук, специалист в области истории религии и государственно-религиозных отношений Сергей Фирсов давал противоречивую информацию о сословной принадлежности Петрова. С одной стороны, он называл его выходцем из купеческой среды, с другой — считал его мещанином. Антоний служил рядовым по призыву на Кавказе. После демобилизации он пошёл по стопам отца — стал заниматься торговлей. Длительное время он, как и отец, торговал в Москве «мануфактурным и „колониальным“ (то есть импортным) товаром». Тогда же Антоний женился. В браке у него родилось двое сыновей.
Кандидат исторических наук Андрей Терещук и Сергей Фирсов писали, что в детские годы, едва научившись читать, Антоний стал отдавать предпочтение религиозной литературе, особенно житиям святых. Ещё в юности он решил посвятить себя Богу, отказаться от состояния, уйти из семьи и странствовать по святым местам. Сергей Фирсов и Андрей Терещук отмечали, что его обращение, однако, произошло не в молодости, а в зрелые годы, и причиной его стало исцеление от тяжёлой болезни. Антоний дал обет, что, если выздоровеет, то посвятит свою жизнь Богу. Отказавшись от прежней жизни и отправившись в странствие, он отдал свою одежду и сапоги первому же нищему, а на себя возложил двухпудовые вериги. Независимо от времени года в своих путешествиях он ходил босиком.
Другую информацию о детстве и юности странника сообщает кандидат исторических наук Елена Ермачкова. Она основана на документальном очерке российского писателя Владимира Короленко, посвящённом страннику. По её данным, основанным также и на архивных материалах, Антоний родился не в 1834, а в 1850 году в семье крестьянина села Колесниково Исая Петрова. Семья была бедной, иногда голодала. Дополнением к земледелию в хозяйстве был извозный промысел. Им и занимался в молодости Антоний. По воспоминаниям односельчан, он был весёлым, любил погулять, поэтому пытался освободиться от контроля отца. Современники утверждали, что во время поездок за пределы села юноша постоянно пьянствовал. Антоний стал подворовывать. Он наладил тесное общение «с посельщиками и цыганами». В конце концов воришка попался на краже. Судья приговорил юношу к 20 ударам розгами. Решением общины Антония изгнали в сибирскую тайгу, но он неожиданно исчез. Через несколько лет в волость пришёл запрос о том, «не имеется ли у сельского общества возражений против перевода крестьянина Антона Исаевича Петрова в бийские мещане». Жители села не стали сообщать о прошлом односельчанина и отпустили его «с миром».

### Странник Антоний и его односельчане в конце XIX — начале XX века
Спустя время Антоний вернулся в село. Весной 1895 года это уже был «благообразный степенный странник Антоний». Он приехал в «200-рублёвом тарантасе», запряжённом тройкой принадлежавших ему лошадей. Сидевшая рядом с ним девушка была представлена как монахиня сестра Анна. Кандидат исторических наук Андрей Терещук и доктор исторических наук Сергей Фирсов утверждали, что она была дочерью миллионера, но нашла смысл жизни в служении страннику. Позже выяснилось, что это — жительница Пермской губернии Анна Ефимовна Кошкина, которая не была монахиней и рясу надевала по просьбе Петрова. Фирсов писал, что с Антонием постоянно проживали до двадцати женщин, по его словам, «не находивших удовлетворения в окружающей их обстановке».
Антоний объявил о желании построить в селе новую церковь. Он просил у прихожан с каждого, кому исполнилось 15 лет, доставить на место строительства по 10 возов песку, по пять тысяч готового кирпича и по три воза дров для обжигания недостающего кирпича. Каждый прихожанин должен был отработать на стройке церкви три дня. Антоний пообещал выстроить рядом с храмом новую школу. По переписи 1897 года в селе Колесниково проживало 714 мужчин и 789 женщин. До окончания строительства трёхэтажной деревянной двухклассной школы странник предложил начать занятия в собственном новом двухэтажном доме. Слово своё он сдержал. 20 марта 1898 года наблюдатель Училищного совета Тобольской епархии записал в своём отчёте: «Помещение этой школы, устроенное на средства Бийского мещанина Антона Исаевича Петрова, именующего себя странником Антонием, в настоящем году стараниями заведующего школой отца Александра Седачёва приведено в более достойный вид: квартира учительницы переведена в нижний этаж, а верхний этаж весь, кроме раздевальни, обращён в классную комнату».
Строительство храма с колокольней началось в апреле 1896 года. Стало известно, что Антоний занимается строительными махинациями: за каждую подводу и рабочий день крестьян, которые работали бесплатно, он получал деньги от столичных меценатов. Однажды соседи услышали в его доме шум и увидели, что он «как скотину бьёт сестру Анну». Целую неделю Антоний пьянствовал, а подрядчика Макарова за какую-то провинность «обругал и схватив горсть цемента, бросил ему в глаза», избил кирпичника Короткова, крестьянина Никитина во время работы на стройке ударил в грудь так, что тот, ударившись о косяк двери, потерял сознание. Авторитет Антония был подорван. Епархиальный архитектор Богдан Цинке, осмотрев строившуюся церковь, пришел к выводу, что она может обрушиться. Одна стена уже была в трещинах и разошлась. Как отмечали сибирские средства массовой информации, «в одну прескверную осеннюю ночь Антоний скрылся, не заплатив подрядчику Макарову 563 рубля и кирпичникам свыше 600 рублей. Однако следующей весной он вернулся, но, имея мало денег, вновь повёл весёлую и разгульную жизнь».
Семь лет странник Антоний жил летом в селе Колесниково для присмотра за строительством церкви и школы. Поведение его было вызывающим. Он устраивая пьянки в помещении школы, где жил во время летних каникул, или в своей квартире в учебное время. При этом он собирал учеников и поил их вином. Летом 1897 года местный священник слышал, что они поют по приказанию Антония тропарь Николаю Чудотворцу, но вместо имени святого дети вставляли имя Антония. В ближайшее воскресение в церкви не оказалось детей на богослужении. Один из мальчиков объяснил священнику, что «отец Антоний» не велел им больше ходить в церковь. Стоящий рядом странник пояснил: «Ты их ко мне не пущаешь, и я их к тебе не пущаю». В 1904 году церковь Богоявления Господня в Колесниково была открыта. Школа так и не была достроена.
С течением времени в Сибири Антоний получил репутацию мошенника. Подарив Бигилинской церкви 64-пудовый колокол, он потребовал с прихожан 200 подвод, записав каждую из них по 4 рубля, с Горюновского прихода за книги и колокол ценою в 300 рублей потребовал 50 подвод. Антоний получил известность своими странными выходками и в Тюмени. Он пригласил фотографа, но расплачиваться за снимки на сумму в 280 рублей не пожелал.

### Антоний в Санкт-Петербурге и Москве

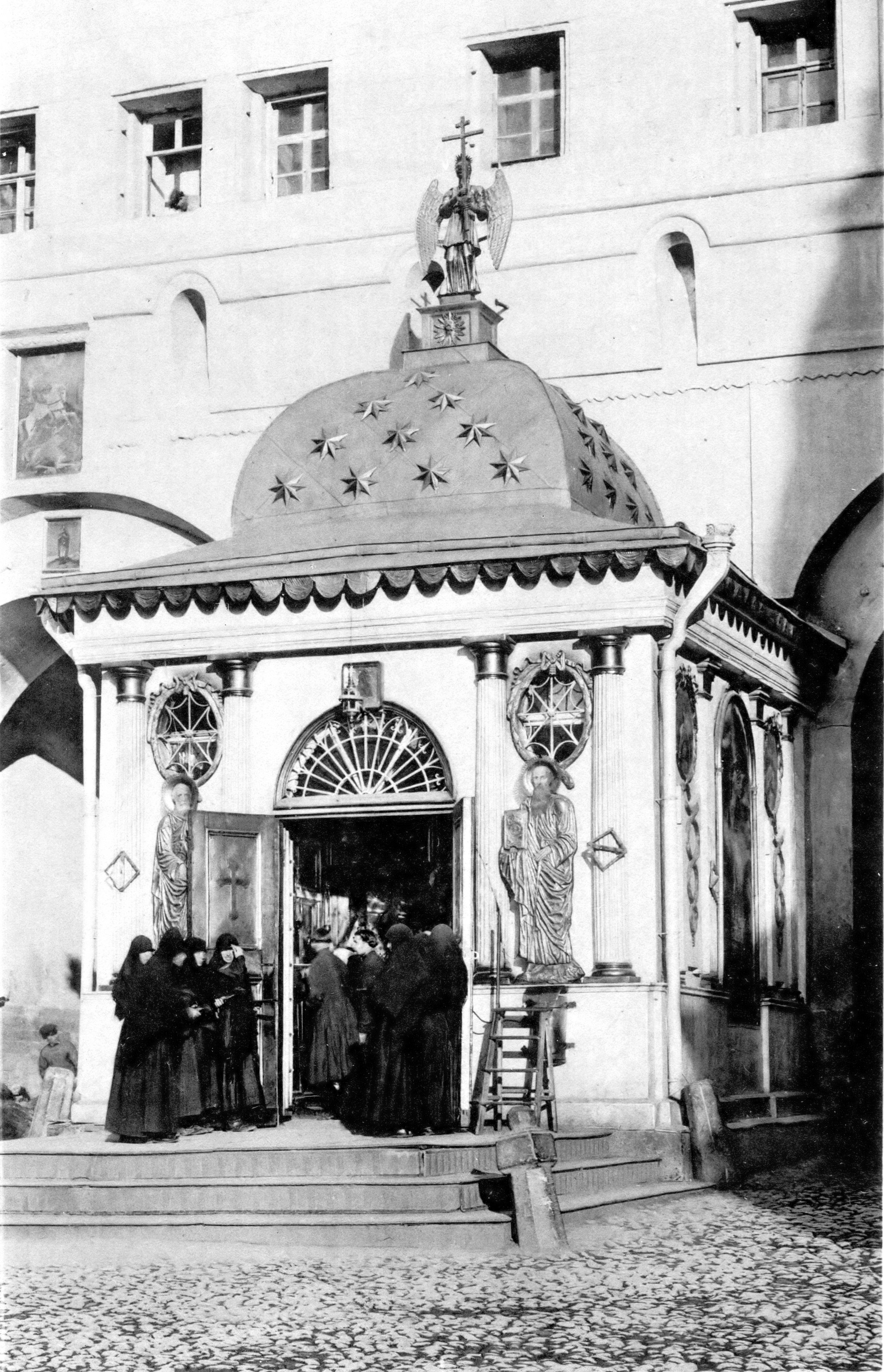
Иверская часовня в Москве, до 1915

Впервые Антоний появился в Москве в 1860 году, посетив Иверскую часовню Божьей Матери. Уже в первой половине 1860-х годов он получил широкую известность в Москве. Считалось, что милостыню, которую ему давали, он немедленно раздавал. В течение трёх лет Антоний путешествовал по Кавказу, побывал в Забайкалье. Он посетил различные губернии Российской империи. Спутником Антония в 1890-х годах в странствиях по Сибири и Палестине стал известный меценат из числа кронштадтских купцов Владимир Дмитриевич Никитин. Свои впечатления в ходе совместных странствий Никитин публиковал на страницах кронштадтских газет. В конце концов Антоний поселился в Москве в качестве широко известного странника и благотворителя. У его дома занимали очередь посетители, мечтавшие получить советы странника или материальную помощь.
Писатель Владимир Короленко, отслеживавший деятельность странника Антония, писал, что пресса создала страннику громкую рекламу. Она сообщала о прибытии его в каждый город, лежавший на пути в Санкт-Петербург, куда он направлялся в 1894 году впервые. К удивлению газет, Антоний прибыл в столицу по железной дороге, а не пешком, и после прибытия направился по непонятной для собравшихся причине на водочный завод Василия Петрова. Современник описывал два дня пребывания странника в Кронштадте: «3-го и 4-го апреля у одного из таких домов стояла громадная толпа народа, не расходившаяся до глубокой ночи. У ворот, при входе, стояли хозяин с хозяйкой, — стража весьма бдительная, — пропускавшая лишь тех, кто оставлял нечто в пожимаемой руке. Это днём. Вечером и ночью допускались все за входную плату — 30 коп. с человека. Коридор сажень 10 длиной и шириной аршина в 2, — был битком набит народом. Говор, плач детей сливались вместе, давка была страшная, в коридорах темно, толпа подавалась вперёд очень тихо, по мере того, как св. старец отпускал передних счастливцев… Коридор был с заворотом — и в конце его корреспондент, описавший эту сцену, увидел новоявленного святого».
Со временем популярность и размеры личного состояния Антония достигли огромных масштабов. В 1894 году политическая, общественная и литературная газета «Петербургский листок» сообщала: «У странника Антония есть мастерские и заводы, которые на него только и работают колокола, иконостасы, церковную утварь. Иконы все выписывает из Троицкой лавры». На деньги, собранные странником, строились храмы и школы по всей стране. В марте 1894 года на пожертвования в общей сумме 11 000 рублей, собранные Антонием для Андреевского собора в Кронштадте, был отлит медный колокол весом 550 пудов. Его благотворительность была отмечена грамотой Святейшего правительствующего синода, подписанной митрополитом Санкт-Петербургским и Ладожским Палладием (Раевым). Благодарность Антонию выражали генерал-фельдмаршал Иосиф Гурко, первый протопресвитер русской армии и флота Александр Желобовский, комендант Москвы генерал Алексей Унковский. Андрей Терещук писал, что, превратившись в объект почитания в Москве, Санкт-Петербурге и в других регионах России, Антоний уже не ходил пешком и предпочитал брать извозчика.
Монограммист О. Б. А. в ежемесячном общественно-политическом, литературном и научном журнале «Русское богатство» охарактеризовал странника Антония как «одно время счастливого соперника Иоанна Кронштадтского». Дальше, однако, автор статьи делает вывод, что отъезд странника из столицы в Сибирь связан с его поражением в конкурентной борьбе с Иоанном. Он упоминал некие статьи, автором которых выступал Антоний, в которых «тина и отстой времён почти доисторических пользуются всею силою печатного станка и всеми удобствами казённого покровительства». Распространяют эти статьи, по убеждению О. Б. А., Киево-Печерская и Почаевская лавры. Автор пишет о крайнем консерватизме взглядов странника и сравнивает их со взглядами одного из ярых черносотенцев иеромонаха Илиодора. Напротив, анонимный автор статьи в журнале «Странник» за 1894 год утверждал, что Антоний не обращался к людям с неким поучением или проповедью. Народ видел в его поступках подвиги, святость, стремился получить от него предсказание, благодеяние, а самого странника воспринимал как «Божьего человека».

### Последние годы жизни
Владимир Короленко писал, что с 1894 года известность странника стала стремительно падать, а к началу XX века Антоний потерял свою популярность у широких слоёв населения. Однако идеалы и образ странничества продолжали сохранять значение для простых людей. Одна из кронштадтских газет писала: «Вместо отсутствующего странника Антония, у нас появился какой-то новый, с целым хвостом ханжествующих богомолок и богомольцев. Он ходит босиком, в шёлковом зелёном халате…».
По свидетельствам односельчан, странник Антоний скончался около 1910 года. Одна из местных жительниц вспоминала, что он крестил её мать в 1907 году и подарил ей икону. После этого свидетельств о нём в Колесникове нет. Сохранилась фотография Антония, сделанная известным петербургским фотографом Карлом Буллой. Она датирована 1911 годом. Могила странника, сделанная из красного кирпича, сохранилась на кладбище в селе Колесниково. На могиле стоит серый камень без надписи. Внучатый племянник Антония кандидат медицинских наук, хирург Сергей Зырянов в своих воспоминаниях писал, однако, что могила странника была в действительности разрушена при Советской власти, но «его земляки и сейчас вспоминают его как святого и христианина», поэтому восстановили через 100 лет место его упокоения.

## Странник Антоний в оценке современников и в исторической науке

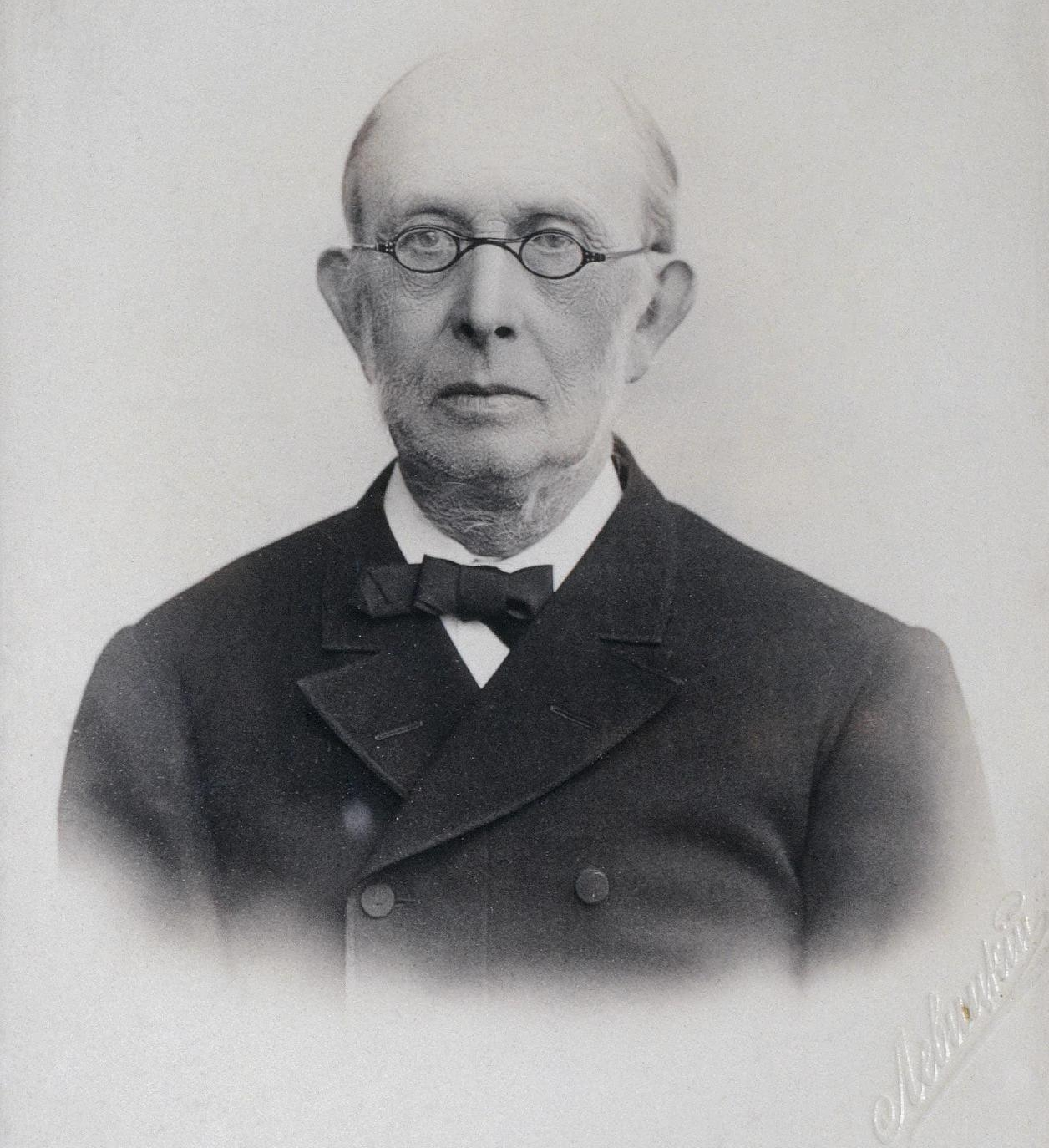
Константин Победоносцев в 1902 году

14 апреля 1894 года начальник архива и библиотеки Святейшего Синода Аполлинарий Львов сделал запись в дневнике:

Все говорят в городе и пишут в газетах о каком-то страннике Антонии, явившемся в Петербург босиком и в веригах. Это последнее создало для него ореол святости. Народ валит к нему тысячами и несёт, конечно, всевозможные приношения — и большие, и малые. Такие уродливые с точки зрения истинного православия и нравственности явления повторяются ныне всё чаще и чаще и составляют просто знамение времени. Относительно таких безобразных проявлений всяких ханжей и проходимцев и писания об них не принимается никаких ни полицейских, ни цензурных мер. Можно ожидать, что скоро их будут возводить в звание «синодальных странников», как есть теперь синодальные миссионеры. Удивительное право время. Всё топчемся на месте или пятимся назад и хотим уверить и себя, и других, что мы работаем, двигаемся вперёд.— Аполлинарий Львов. Дневник
Крайне негативную оценку Антония дал обер-прокурор Святейшего синода Константин Победоносцев в письме к начальнику главного управления по делам печати Министерства внутренних дел Евгению Феоктистову от 21 марта 1894 года. Для Победоносцева странник — «плут ловкий». Он отмечает, что полиция действует «в согласии с ним», хотя, по мнению обер-прокурора, Антоний заслуживает «высылки» (из столицы). Победоносцев предполагает, что странник платит ряду изданий, чтобы они разжигали вокруг него ажиотаж. Среди подобных газет он называл в Москве «Русский листок», который в каждом номере печатает рассказы о его «молитвах, благотворениях, исцелениях и пр». По мнению Победоносцева, эти статьи пишет некий «еврей Струсберг» под псевдонимом «[А.] Павлов». В столице «Петербургский листок», с точки зрения обер-прокурора, печатает информацию о страннике ещё более «бесстыдно».
Победоносцев сообщал своему адресату, что видел две рукописи, представленные для одобрения к печати: одна — «Странник Антоний» за авторством некоего Соколовича, другая — «Странник Антоний, томский мещанин Антон Петров. Ходит босой и носит вериги», которая является собранием статей о страннике из «Петербургского листка». Обер-прокурор опасался, что цензура может пропустить эти издания в печать. Победоносцев просит Феоктистова принять все необходимые меры для того, чтобы «не пропускать, а отправить в дух[овную] цензуру».
В первом издании книги российского общественно-политического деятеля, депутата Государственной Думы Российской империи I созыва от Калужской губернии и одного из лидеров Конституционно-демократической партии Виктора Обнинского «Последний самодержец: материалы для характеристики Николая II», вышедшей в 1912 году в Берлине, была размещена большая репродукция фотографии, под которой находилась подпись: «Странник Антоний, любимец чёрных сотен. Во время первой Думы призывался к царю для подачи мудрых советов». «Санкт-Петербургские ведомости» от 14 апреля 1894 года открыто обвинили странника «в лицемерии и религиозном шарлатанстве». Критически оценивала странника и газета «Новое время».
В советское время Антония было принято относить к «многочисленным отечественным и импортным чудотворцам, провидцам, предсказателям и кликушам», в число которых входили оккультист Папюс, богомолка Дарья Осипова, странник Василий Босоногий, гадалка Гриппа, юродивые Паша Саровская, Митя Козельский. Считалось, что они «исполняли функцию самых доверенных лиц и советчиков Николая II и Александры Фёдоровны» в период после удаления француза Филиппа и до появления при дворе Григория Распутина. Доктор философских наук Александр Григоренко, ссылаясь на свидетельство Сергея Труфанова, утверждал, что у императора было правило: «сначала выслушать „старцев“ и „блаженненьких“, а потом уже министров».
Впервые в новейшей России внимание исторической науки к фигуре странника привлёк доктор исторических наук Сергей Фирсов в процессе публикации дневника Аполлинария Львова. Андрей Терещук находил удивительное сходство в личности, внешнем облике, мировоззрении и биографии странника Антония и Григория Распутина.

## Внешность и личность странника
Корреспондент тобольской газеты описывал внешность и образ жизни странника (описываемые события происходили 17 сентября 1895 года в селе Пятковском): «Антоний шёл впереди толпы в веригах и с полупудовой тростью. После встречи направился в дом священника, где принял скромную трапезу, выпив для подкрепления здоровья несколько рюмок церковного вина. Потом началось повествование о тех трудностях, которые он испытал во время путешествия по святым местам. Свой рассказ сопровождал показом фотографий, имеющихся у него в огромном количестве. На них он изображался молящимся на Иордане с масличной ветвью или коленопреклоненным на каменистой почве Ливана. Здесь же были показаны и прочитаны письма к нему патриарха Иерусалимского, многих русских архиереев, отца Иоанна Кронштадского». Кандидат исторических наук Елена Ермачкова сообщала, что часть снимков, которые упоминаются в описании, дошли до настоящего времени и находятся у хранителя Колесниковского музея В. А. Тихоновой. Только снимки патриархов Иерусалимского и Палестинского Герасима и Никодима имеют характерные типографские оттиски. По ним было установлено, что фотографии сделаны в 1888 и 1891 годах.
«Волжский вестник» 3 мая 1894 года так описывал странника:

Ходит он босой, в длинном чёрном подряснике, под которым на груди носит запертые на медный замочек железные пояса и цепи. В руках у него большая дубина, на верху облитая свинцом, с изображением креста… при нём находятся всегда несколько экземпляров газет, где описаны его благодеяния, несколько телеграмм, якобы от о. Иоанна Кронштадтского, а в действительности фиктивных, несколько фотографических карточек, на которых этот странник снят в различных геройских позах… Сам он здоровый детина, 42 лет, глуповатый, а в особенности прикидывающийся таким, когда ему предлагают вопросы, по какому праву он преподаёт благословение мирянам.— Владимир Короленко. Современная самозванщина. Очерк первый: Самозванцы духовного прозвания
Иоанн Кронштадтский вынужден был обратиться через средства массовой информации к населению Санкт-Петербурга по поводу отношений с Антонием: «странника Антония я только однажды посетил, потому что езжу ко всем, кто меня призывает для молитвы, но жизнь его мне неизвестна. Ни ему и никому другому я никогда не поручал делать сборов от моего имени или доставлять каких бы то ни было пожертвований. Прошу покорнейше на будущее время не связывать моё имя с деятельностью странника Антония, мне вообще неизвестного, и не помещать в своих статьях каких-то моих разговоров о нём, которые передаются неточно и могут вводить в заблуждение читающих».
Краевед Фёдор Куракин описывал приезд Антония из Кронштадта на освящение места для строительства храма в деревне Старые Горки на территории современного Зубцовского района Тверской области в 1894 году. Страннику, с его слов, на вид было около 45 лет, у него были русые подстриженные волосы. В руках он нёс во время крестного хода икону Сергия Радонежского.
Российский писатель и публицист Михаил Шевляков описывал свою встречу с Антонием в 1895 году во время собственного паломничества в Троице-Сергиеву лавру. Он увидел его на дороге в окружении двух или трёх сотен почитателей. Разговорившись с одним из них, он узнал, что страннику приписывают способность «видеть духом», «дар прозорливости», способность к «откровению», а также «праведничество». Шевлякова удивило, что почитатели воспринимают его как юродивого. Сам он признавался, что никаких признаков юродства в Антонии не наблюдал. Ещё одним даром странника считается способность излечивать от запоя. Почитатели Антония сообщили писателю, что ежедневно на своей квартире он читает акафисты и проводит службу. Шевляков заметил, что странник весьма словоохотлив, при этом речь его отличается убедительностью. С точки зрения писателя, «пророческий дар» у странника связан с тем, что он нравоучением пытается развеять сомнения своего собеседника, а сам собеседник бессознательно искажает факты под влиянием мистического настроения, складывающегося в процессе общения с Антонием. Особую популярность, по мнению писателя, странник имеет среди купечества и мещан.
Антоний утверждал, что утверждения о его разгульном образе жизни являются клеветой и даны ему во искушение. В интервью петербургской газете он говорил: «Искушения! Не слишком ли много искушения… Не уйти ли мне назад в леса, где так тихо, спокойно, несть печали и воздыхания? — Нет… Когда гонят — иди, говорит писание, а когда только искушают — терпи. Господи, скоро ли погонят меня?»

## Странник Антоний в художественной литературе
В романе о российском революционере-марксисте Германе Лопатине советского писателя Юрия Давыдова «Соломенная сторожка, или Две связки писем» (1982—1986) в беседе двух персонажей Орлова и Тихомирова заходит речь о ярких представителях российского общества конца XIX века. Одним из них участники беседы считают странника Антония: «Сибиряк, из купцов, стотысячник был, семейство было — нет, всё кинул, обет дал, странствует лет тридцать. Все к нему, руку ловят, лобызают. Спрашиваю не без лукавства у мужиков и баб: да чем же он занимателен, странник-то Антоний? Наперебой: а тем, что всю твою жизнь насквозь, как по книге, любого проницает и совет подаёт; ему, вишь, одних пожертвований за год понанесут пропасть, а он, вишь, всё до копейки на храмы да приюты; чудодейственный странничек, юродивенький… Идёт босиком, на спине и груди вериги двухпудовые, ряса ветхая, коленкоровая, ветер кудри вьёт, библейский старец. Зачинает акафисты петь преподобному Сергию, голос негромкий, но внушительный, все подпевают».
Давыдов описывает внешность странника: «личико — яблочко печёное, бородёночка мочалочкой, волосёнки кочками, кустиками, ряса заплата на заплате, сапоги каши просят». Антоний считает, что обладает подлинным счастьем, так как отказался от мирской суеты и богатства. Он объясняет свою страсть к странничеству — когда-то он был послушником в Киеве, но не сумел там прижиться: «ежели на одном месте, ноги тоскуют. Коли не в ходу, нипочем страсти свои не заглушить».

### Комментарии
1. Авторство фотографии и её датировка приведены по книге Александра Панина[1].
2. ↑  Авторство фотографии и её датировка приведены по книге Александра Панина[1].
3. ↑  Среди таких храмов Единоверческая Христорождественская церковь в селе Снегирёвское (храм деревянный, но на каменном фундаменте, с колокольней, однопрестольный), построенная в 1896 году[14].
4. ↑  За много десятилетий до этого небольшой фрагмент своей книги «Люди радования. Жизнеописания подвижников благочестия начала XX века» посвятил в 1960-е годы страннику Антонию митрополит Куйбышевский и Сызранский и церковный историк Мануил (Лемешевский)[23].